# Czech Inn Hotels
CZECH INN HOTELS s.r.o. je česká společnost vlastnící hotelovou síť s více než 28 hotely (přibližně 9500 lůžek), k tomu provozuje 32 gastronomických zařízení. V roce 2019 v Praze ubytovala přes milion hostů. Společnost byla založena v roce 2003 Jaroslavem Svobodou. Většina hotelů je čtyřhvězdičkové kategorie. Je součástí Czech Inn Holding. Od svého založení spolupracuje s britskou investorsko-hotelovou společností Mornington Capital s centrálou v Londýně.
Společnost je spoluzakladatelem České hotelové asociace.[ve zdroji nenalezeno] Od roku 2018 je partnerem Fotbalové asociace České republiky.[zdroj?] V roce 2020 firma otevřela první hotel pro hosty nakažené virem covid-19.
V roce 2022 společnost ubytovala více než 1,2 milionů hostů. V roce 2023 bylo v Czech Inn Hotels ubytováno více než 1,5 milionu hostů a v roce 2024 přes 2 miliony.
V roce 2023 do sítě přibyl hotel v Gruzii na pobřeží Černého moře.

## Hotely a restaurace
Společnost provozuje hotely tří- až pětihvězdičkové kategorie a restaurační zařízení.

### Hotely (výběr)
- The Grand Mark
- Grand Hotel Prague Towers
- Grand Hotel International
- Don Giovanni
- Wellness Hotel Step
- Grand Palace Brno
- Iris Hotel Eden
- Cosmopolitan Bobycentrum (Brno)
- Plaza Prague
- Josephine Old Town
- Wellness Hotel Extol Inn
- Wenceslas Square
- Metropolitan Old Town
- Victoria
- Adler
- UNO Prague
- Charles Central
- Miramare - Magnetic Beach Hotel

### Restaurace (výběr)
- Le Grill Bistrot Puglia
- Allegretto
- Bistrot Valentino